# Neuhaus-Schierschnitz
Neuhaus-Schierschnitz es una localidad perteneciente al municipio de Föritztal, en el distrito de Sonneberg, en el estado federado de Turingia (Alemania), a una altitud de 350 metros. Su población a finales de 2016 era de unos 3000 habitantes, incluyendo las pedanías del municipio del cual era capital hasta 2018.
Se ubica en el límite con Baviera, a medio camino entre las ciudades de Sonneberg y Kronach sobre la carretera B89.
La localidad agrupa los barrios de Neuhaus, Schierschnitz, Gessendorf, Mark y Buch. Hasta 2018 era capital de un municipio que incluía las pedanías de Lindenberg, Rotheul y Sichelreuth. El municipio desapareció el 6 de julio de 2018 cuando se fusionó con Föritz y Judenbach para crear el nuevo municipio de Föritztal.